# Westmorland (Califòrnia)
Westmorland és una població dels Estats Units a l'estat de Califòrnia. Segons el cens del 2000 tenia 2.131 habitants.

## Demografia
Segons el cens del 2000, Westmorland tenia 2.131 habitants, 625 habitatges, i 501 famílies. La densitat de població era de 2.057 habitants/km².
Dels 625 habitatges en un 47,7% hi vivien nens de menys de 18 anys, en un 56% hi vivien parelles casades, en un 19% dones solteres, i en un 19,7% no eren unitats familiars. En el 17% dels habitatges hi vivien persones soles el 8,5% de les quals corresponia a persones de 65 anys o més que vivien soles. El nombre mitjà de persones vivint en cada habitatge era de 3,41 i el nombre mitjà de persones que vivien en cada família era de 3,87.
Per edats la població es repartia de la següent manera: un 35,8% tenia menys de 18 anys, un 10,5% entre 18 i 24, un 26,5% entre 25 i 44, un 17,7% de 45 a 60 i un 9,6% 65 anys o més.
L'edat mediana era de 29 anys. Per cada 100 dones de 18 o més anys hi havia 92,3 homes.
La renda mediana per habitatge era de 23.365 $ i la renda mediana per família de 26.667 $. Els homes tenien una renda mediana de 27.500 $ mentre que les dones 19.107 $. La renda per capita de la població era de 8.941 $. Entorn del 27,3% de les famílies i el 27,2% de la població estaven per davall del llindar de pobresa.

## Poblacions més properes
El següent diagrama mostra les poblacions més properes.